# Котурка
Кото́р, Коти́р, Коту́рка — мала річка у північно-західній частині Києва, притока Горенки, огинає з західного боку Пущу-Водицю. 
Назва річки походить від слова «котур» — вода, волога. Згадується в 1569, 1616 роках, як річка, що протікає через володіння київських церков. У кінці XIX — першій половині ХХ століття існувала Котурська вулиця, що проходила по краю селища Пуща-Водиця паралельно сучасній Курортній вулиці. 

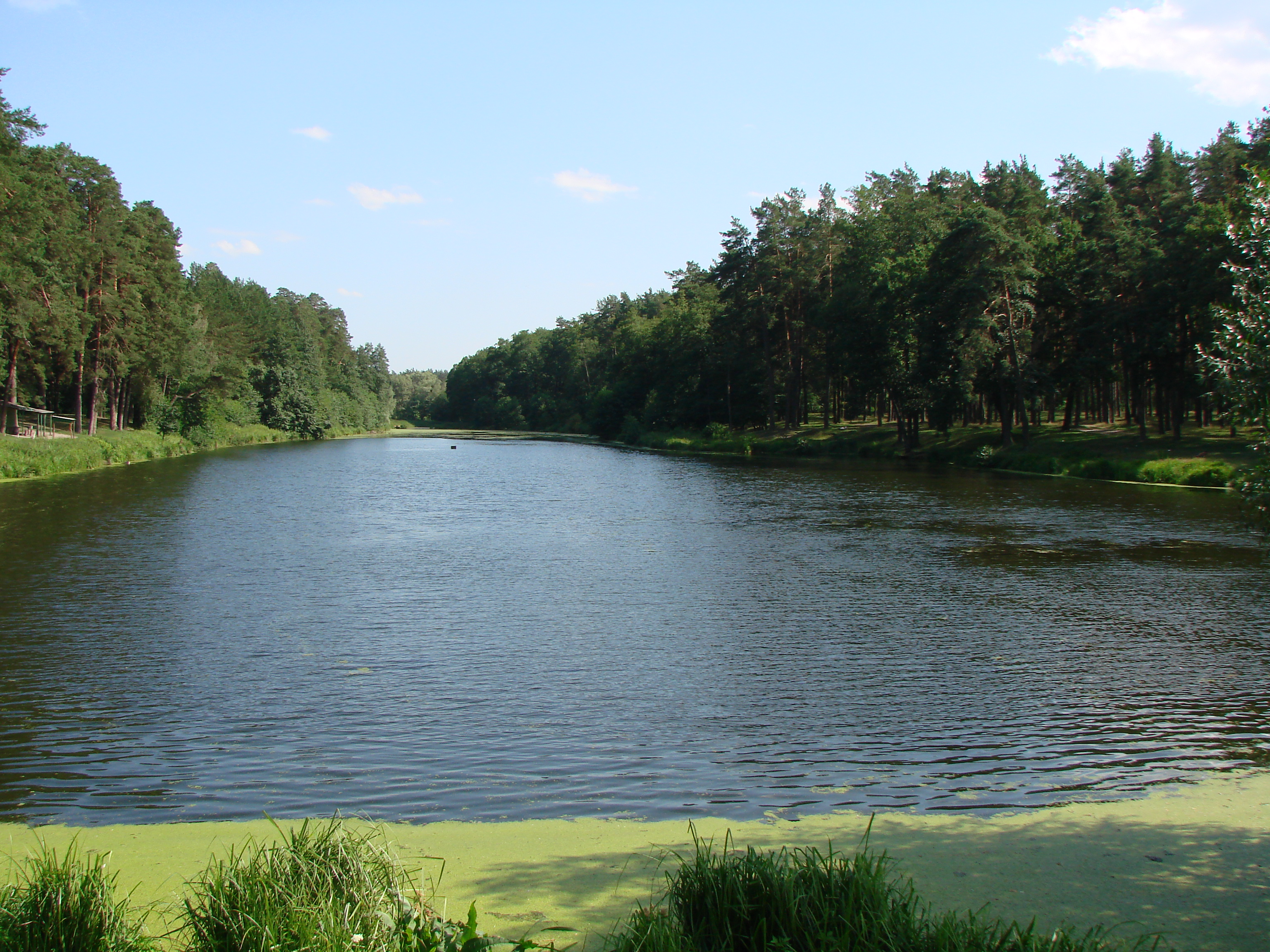
Став Карачун

На річці ще до середини XIX століття було влаштовано декілька водяних млинів та влаштовано каскад ставків (Міський Став, Горащиха, Двірець, Карачун). Ставки впорядковані, на найбільших влаштовано пляжі. Тут розташований парк «Пуща-Водиця».